# كرة المضرب في الألعاب الأولمبية الصيفية 2012
مسابقة كرة المضرب في في الألعاب الأولمبية الصيفية 2012م التي أقيمت في لندن، استضاف المنافسات ملاعب بطولة ويمبلدون.

## الأبطال

### فردي رجال
أندي موراي هزم.  روجر فيدرير, 6–2, 6–1, 6–4.

### فردي سيدات
سيرينا ويليامس

## وصلات خارجية
- من موقع اتحاد كرة المضرب الدولي